# Лация (Кипр)
Лация (др.-греч. Λατσιά) — город на юго-восточной окраине Никосии, Кипр, сегодня является одним из крупнейших пригородов города. Здесь находится новая больница общего профиля Никосии, Стадион гимнастической ассоциации «Панкиприя» и торговый центр Кипра. Население Лации значительно увеличилось сразу после турецкого вторжения на остров. Она стала домом для многих беженцев с тех пор, как там было построено жилье для них.
В Лации находится статуя британского певца Джорджа Майкла, родившегося и выросшего здесь. Он бывал здесь несколько раз.